# Vicky Palacios
Vicky Palacios (Alvarado, Veracruz 1962-Ciudad de México 1 de agosto de 2019) fue una actriz, modelo y bailarina mexicana, reconocida por su participación en producciones como Rudo y cursi, Salvando al soldado Pérez, La fea más bella y La familia P.Luche.

## Biografía
Palacios nació en Alvarado, Veracruz. Inició su carrera como actriz en la película de 1985 La casa que arde de noche. A partir de entonces empezó a registrar apariciones en producciones para cine y televisión en su país como Muchachitas, Taxi asesino, Destinos opuestos, La madrastra y Par de ases. En sus últimos años de carrera se le pudo ver en las series Como dice el dicho, Hasta el fin del mundo y Falsa identidad.
Falleció el 1 de agosto de 2019 a los 57 años en la Ciudad de México. Aunque las versiones iniciales afirmaron que su deceso fue causado por una peritonitis, otras versiones apuntan a un procedimiento quirúrgico estético defectuoso.

## Filmografía seleccionada

### Cine y televisión
- 2018 - Falsa identidad
- 2014 - Hasta el fin del mundo
- 2012 - Como dice el dicho
- 2011 - Peligro mortal
- 2011 - Salvando al soldado Pérez
- 2010 - Señora Maestra
- 2008 - "No debés engañar al diablo
- 2008 - Rudo y Cursi
- 2008 - Querida enemiga
- 2008 - Vecinos
- 2007 - La tiendita
- 2007 - XHDRbZ
- 2007 - La fea más bella
- 2005 - Par de Ases
- 2005 - La madrastra
- 2003 - Cursos prenupciales
- 2000 - El gallo de Michoacán
- 2000 - Gloria, víctima de la fama
- 2000 - Noches violentas
- 2000 - Tres reos
- 1999 - ¿Qué nos pasa?
- 1999 - Caminos chuecos
- 1999 - Misión peligrosa
- 1999 - Oficio mortal
- 1998 - Destinos opuestos
- 1998 - Taxi asesino
- 1996 - Ruta 100
- 1991 - Muchachitas
- 1990 - Perro rabioso
- 1990 - Los aboneros del amor
- 1985 - La casa que arde de noche